# Lista de volumes da coleção Découvertes Gallimard
Esta é uma lista de volumes de «Découvertes Gallimard» traduzidos em português. «Découvertes Gallimard» é uma colecção de livros ilustrados em formato de bolso, que foi criada em 1986 pela editora francesa Éditions Gallimard. A colecção foi publicada pela primeira vez em Portugal pela Civilização Editora do Porto e Círculo de Leitores de Lisboa no início da década de 1990, sob o título «Civilização/Círculo de Leitores». A editora Quimera, também de Lisboa, produziu 16 títulos em 2003 em que se chama colecção «Descobrir». No Brasil, a editora Objetiva lançou os primeiros quatro volumes em 2000, com o título coleção «Descobertas».

## Lista de volumes traduzidos para o português

### Colecção «Civilização/Círculo de Leitores»
| Título em português         | Título em francês                 | Autor                     | Tradutor                   | Ano de publicação | ISBN            |
| --------------------------- | --------------------------------- | ------------------------- | -------------------------- | ----------------- | --------------- |
| Mozart: amado dos deuses    | Mozart : Aimé des dieux           | Michel Parouty            | Aureliano Sampaio          | 1991              | ISBN 9722604813 |
| Maomé: a palavra de Alá     | Mahomet, la parole d'Allah        | Anne-Marie Delcambre [fr] | Franco Sousa               | 1991              | ISBN 9722604805 |
| Marco Polo e a Rota da Seda | Marco Polo et la Route de la Soie | Jean-Pierre Drège [en]    | Aureliano Sampaio          | 1992              | ISBN 9722610007 |
| Os Vikings, reis dos mares  | Les Vikings, rois des mers        | Yves Cohat                | Aureliano Sampaio          | 1992              | ISBN 972260757X |
| Van Gogh, a luz e a cor     | Van Gogh : Le soleil en face      | Pascal Bonafoux [en]      | António José Pinto Ribeiro | 1992              | ISBN 9724204162 |
| Newton e a mecânica celeste | Newton et la mécanique céleste    | Jean-Pierre Maury         | António José Pinto Ribeiro | 1992              | ISBN 9722609998 |

### Colecção «Descobrir» (Quimera Editores)
Todos os volumes foram publicados em 2003.
| Título em português                                                                                        | Título em francês                                     | Série      | Autor                                       | Tradutor                 | ISBN               |
| --- | ----------------------------------------------------- | ---------- | ------------------------------------------- | ------------------------ | ------------------ |
| A Bíblia: o Livro, os livros                                                                               | La Bible : Le Livre, les livres                       | Religiões  | Pierre Gibert [fr]                          | Alberto Júlio Silva      | ISBN 9789725890929 |
| A sabedoria do Buda                                                                                        | La sagesse du Bouddha                                 | Religiões  | Jean Boisselier [en]                        |                          | ISBN 9789725890936 |
| Maomé: a palavra de Alá                                                                                    | Mahomet, la parole d'Allah                            | Religiões  | Anne-Marie Delcambre [fr]                   |                          | ISBN 9789725890950 |
| Jesus: o deus surpreendente                                                                                | Jésus : Le dieu inattendu                             | Religiões  | Gérard Bessière [en]                        |                          | ISBN 9789725890943 |
| Os Romanos: nossos antepassados (Livro recomendado para apoio a projetos «História Universal» no 3º ciclo) | Nos ancêtres les Romains                              | História   | Roger Hanoune, John Scheid [en]             | Anabela Carvalho         | ISBN 9789725890981 |
| O Oriente das Cruzadas                                                                                     | L'Orient des Croisades                                | História   | Georges Tate [en]                           | Ida Boavida              | ISBN 9789725890974 |
| O nascimento da Grécia                                                                                     | La Naissance de la Grèce : Des Rois aux Cités         | História   | Pierre Lévêque [fr]                         | Ida Boavida              | ISBN 9789725890998 |
| 1917: A Rússia em revolução                                                                                | 1917 : La Russie en révolution                        | História   | Nicolas Werth                               | José Alfaro, Ida Boavida | ISBN 9789725890967 |
| As metamorfoses de Franz Kafka                                                                             | Les métamorphoses de Franz Kafka                      | Literatura | Claude Thiébaut                             | Margarida Viegas         | ISBN 9789725891094 |
| Lewis Carroll no país das maravilhas                                                                       | Lewis Carroll au pays des merveilles                  | Literatura | Stephanie Lovett Stoffel                    |                          | ISBN 9789725891100 |
| Shakespeare: o teatro do mundo                                                                             | Shakespeare : Comme il vous plaira                    | Literatura | François Laroque [en]                       | Fernanda Oliveira        | ISBN 9789725891063 |
| Sigmund Freud: «um trágico na era da ciência»                                                              | Sigmund Freud : « Un tragique à l'âge de la science » | Ciências   | Pierre Babin                                |                          | ISBN 9789725891087 |
| Chagall: poeta das imagens                                                                                 | Chagall : Ivre d'images                               | Artes      | Daniel Marchesseau [fr]                     |                          | ISBN 9789725891049 |
| Picasso: o sábio e o louco                                                                                 | Picasso : Le sage et le fou                           | Artes      | Marie-Laure Bernadac, Paule du Bouchet [en] |                          | ISBN 9789725891070 |
| Miró: o pintor das estrelas                                                                                | Miró : Le peintre aux étoiles                         | Artes      | Joan Punyet-Miró, Glòria Lolivier-Rahola    |                          | ISBN 9789725891056 |
| Bacon: monstro de pintura                                                                                  | Bacon : Monstre de peinture                           | Artes      | Christophe Domino [fr]                      |                          | ISBN 9789725891032 |

### Coleção “Descobertas” (Objetiva)
| Título em português                           | Título em francês                              | Autor                                       | Tradutor                 | Ano de Publicação |
| --------------------------------------------- | ---------------------------------------------- | ------------------------------------------- | ------------------------ | ----------------- |
| O cinema, invenção do século                  | Cinématographe, invention du siècle            | Emmanuelle Toulet                           | Eduardo Brandão          | 2000              |
| Jesus, o Deus surpreendente                   | Jésus : Le dieu inattendu                      | Gérard Bessière [en]                        | Lídia da Mota Amaral     | 2000              |
| O Céu, mistério, magia e mito                 | Le ciel, ordre et désordre                     | Jean-Pierre Verdet [en]                     | Adalgisa Campos da Silva | 2000              |
| Picasso, o sábio e o louco                    | Picasso : Le sage et le fou                    | Marie-Laure Bernadac, Paule du Bouchet [en] | Adalgisa Campos da Silva | 2000              |
| Em busca do Egito esquecido                   | À la recherche de l'Égypte oubliée             | Jean Vercoutter [en]                        | Ana Maria Roiter         | 2002              |
| Ramessés II: Soberano dos soberanos           | Ramsès II : Souverain des souverains           | Bernadette Menu [en]                        | Ana Deiró                | 2002              |
| A Escrita: Memória dos homens                 | L'écriture, mémoire des hommes                 | Georges Jean [en]                           | Lídia da Mota Amaral     | 2002              |
| Marco Polo e a Rota da Seda                   | Marco Polo et la Route de la Soie              | Jean-Pierre Drège [en]                      | Ana Maria Roiter         | 2002              |
| As bruxas: Noivas de Satã                     | Les sorcières : Fiancées de Satan              | Jean-Michel Sallmann [fr]                   | Ana Luiza Dantas Borges  | 2002              |
| A sabedoria do Buda                           | La sagesse du Bouddha                          | Jean Boisselier [en]                        | Ana Deiró                | 2002              |
| Darwin e a ciência da evolução                | Darwin et la science de l'évolution            | Patrick Tort [fr]                           | Véra Lúcia dos Reis      | 2004              |
| Leonardo da Vinci: Arte e Ciência do Universo | Léonard de Vinci : Art et science de l'univers | Alessandro Vezzosi [en]                     | Mônica Braga             | 2006              |
| O Oriente das Cruzadas                        | L'Orient des Croisades                         | Georges Tate [en]                           | Ana Deiró                | 2008              |
| Newton e a mecânica celeste                   | Newton et la mécanique céleste                 | Jean-Pierre Maury                           | Ana Deiró                | 2008              |
| Frida Kahlo: “Pinto a minha realidade”        | Frida Kahlo : « Je peins ma réalité »          | Christina Burrus                            | Eliana Aguiar            | 2010              |
| O design gráfico                              | Le Design graphique                            | Alain Weill [en]                            | Eliana Aguiar            | 2010              |
| Miró: O pintor das estrelas                   | Miró : Le peintre aux étoiles                  | Joan Punyet-Miró, Glòria Lolivier-Rahola    | Eliana Aguiar            | 2010              |